# WaterTower Music
WaterTower Music is een Amerikaans platenlabel dat eigendom is van WarnerMedia en gedistribueerd wordt door Warner Bros. Entertainment. Het label werd opgericht in januari 2010 als opvolger van zowel Warner Sunset Records als van New Line Records. De naam van het label is afgeleid van de Warner Bros. Water Tower die vroeger diende voor brandpreventie in de filmstudio. Omdat op de filmset vroeger en nog steeds voor het maken van een film, het zeer brandbare nitraat filmmateriaal wordt gebruikt. 
Met het label worden voornamelijk soundtracks van films, televisieprogramma's en computerspellen uitgebracht. Enkele bekende albums zijn onder meer de soundtracks van de films Harry Potter and the Deathly Hallows: Part 1 & 2, The Dark Knight Rises, Man of Steel, Fantastic Beasts and Where to Find Them en Interstellar en de soundtrack van het computerspel Batman Arkham City.